# Holomelina rubicundaria

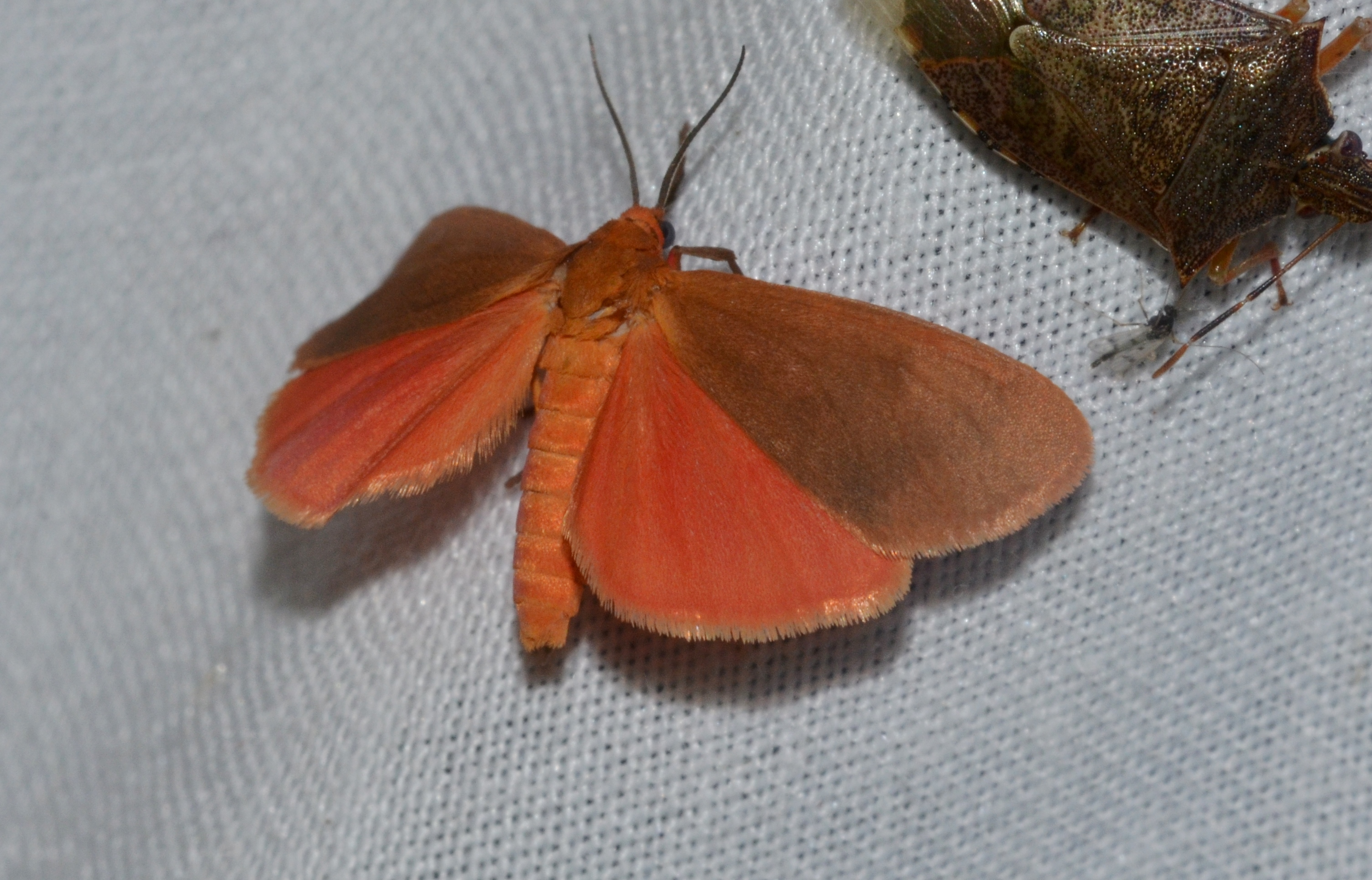

Holomelina rubicundaria är en fjärilsart som beskrevs av Jacob Hübner 1831. Holomelina rubicundaria ingår i släktet Holomelina och familjen björnspinnare. Inga underarter finns listade i Catalogue of Life.